# Stor-Piatisjaure
Stor-Piatisjaure är en sjö i Jokkmokks kommun i Lappland och ingår i Luleälvens huvudavrinningsområde. Sjön har en area på 0,345 kvadratkilometer och ligger 249 meter över havet. Sjön avvattnas av vattendraget Nymyrbäcken.

## Delavrinningsområde
Stor-Piatisjaure ingår i det delavrinningsområde (738419-168752) som SMHI kallar för Mynnar i Linabäcken. Medelhöjden är 331 meter över havet och ytan är 16,78 kvadratkilometer. Det finns inga avrinningsområden uppströms utan avrinningsområdet är högsta punkten. Nymyrbäcken som avvattnar avrinningsområdet har biflödesordning 5, vilket innebär att vattnet flödar genom totalt 5 vattendrag innan det når havet efter 181 kilometer. Avrinningsområdet består mestadels av skog (83 procent) och sankmarker (11 procent). Avrinningsområdet har 0,29 kvadratkilometer vattenytor vilket ger det en sjöprocent på 1,7 procent.